# 桑多沃
桑多沃（羅馬化：Sandovo）是俄罗斯特维尔州的市级镇，为该州桑多沃区行政中心及规模最大聚居地，也是该区唯一的一座市级镇。地处特维尔州东北部，位于伏尔加河流域拉特尼亚河（Ратыня）及其支流奥鲁多夫卡河（Орудовка）汇流处，在州府特维尔北偏东方。北距特维尔州与沃洛格达州的州界约8.5公里（通过公路）。
镇内设有同名铁路车站，位于莫斯科－圣彼得堡线上。
该地2022年人口有2,860人；2010年人口3,507；2002年人口3,933；1989年人口4,605。